# 瀋王
瀋王是元朝的一個世襲的王爵，由高麗王族擔任。瀋王的封地在瀋陽路，為金印獸紐王。
至元三年（1266年）二月，元世祖設置瀋州，以其地安置高麗降民。1296年，改为瀋陽路。1307年或1308年，高麗王世子王璋由於擁立元武宗有功，被元朝朝廷封為瀋陽王。當時的瀋陽路，轄今瀋陽、遼陽等地，是當時交通上、軍事上、經濟上極為重要的要地。在高麗蒙古戰爭期間，元朝將大量投降和被俘的高麗人安置到這裡。考慮到這些高麗人可能威脅元朝的統治，因此將王璋封於此地。
同年高麗忠烈王逝世，王璋繼承了高麗王位，是為忠宣王，仍然兼任瀋陽王之爵。1310年改爵位名為瀋王。1316年，忠宣王將瀋王的爵位讓給了延安君王暠。這是由於忠宣王十分寵愛王暠，將其當做親生兒子看待的緣故。
1325年，忠宣王逝世，其子忠肅王繼任高麗國王之位。王暠對高麗的王位有野心，圖謀藉助元朝的力量登位。元朝利用瀋王為道具，巧妙地牽制高麗朝廷。雖然王暠最終沒有登上高麗王位，但此後瀋王和高麗王互相爭鬥，高麗王始終處於劣勢。
王暠死後，瀋王之爵由高麗王兼任，直至1351年忠定王因不滿元朝統治而被廢黜王位。元朝讓忠定王的叔父恭愍王繼任高麗王之位。瀋王之位則由王暠之孫脫脫不花繼承。1354年，由於恭愍王殺害了元朝奇皇后兄長奇轍一族，奇皇后便同皇太子愛猷識里答臘、瀋王脫脫不花合謀，封德興君塔思帖木兒為高麗王，攻打高麗。恭愍王發兵抗拒，擊退了元朝的進攻。
1368年元朝退往北方之後，高麗改為支持明朝。1374年恭愍王被宦官崔萬生、幸臣洪倫刺殺之後，高麗朝廷擁立禑王，但北元試圖讓脫脫不花登上高麗王位，脫脫不花的支持者安師琦發兵叛亂，迎脫脫不花歸國，但最終失敗。脫脫不花死後，瀋王一爵自此廢除。

## 歷代瀋王
| 代數 | 姓名          | 蒙古名       | 在位                  | 與前任關係                    | 備註                     |
| ---- | ------------- | ------------ | --------------------- | ----------------------------- | ------------------------ |
| 1    | 王璋 （王謜） | 益知禮普花   | 1307年或1308年—1316年 | —                             | 即高麗忠宣王             |
| 2    | 王暠          | 完澤禿       | 1316年—1345年         | 王璋的侄兒 江陽公王滋之子     |                          |
| 3    | 王昕          | 八思麻朶兒只 | 1345年—1348年         |                               | 即高麗忠穆王             |
| 4    | 王㫝          | 迷思監朶兒只 | 1348年—1351年         |                               | 即高麗忠定王             |
| 5    | ？            | 脫脫不花     | 1354年—1376年         | 王暠的孫子 江陵大君王德壽之子 | 《高麗史》作「篤朶不花」 |